# Acanthose
Acanthose (acanthosis) is een begrip uit het microscopisch weefselonderzoek van de huid. Met de term wordt aangegeven dat het aantal cellagen in de opperhuid is toegenomen. Deze toename is gelokaliseerd in het middendeel van de opperhuid, het z.g. stratum spinosum (synoniem: stratum acanthosum). 
Acanthose komt bijvoorbeeld voor bij lichen planus en eczeem.